# TVR (automerk)
TVR was een Brits automerk, dat in 1947 werd opgericht door TreVoR Wilkinson. Het bedrijf was lange tijd gevestigd in Blackpool. In juli 2004 is TVR opgekocht door de Russische bankierszoon Nikolai Smolenski. In 2006 werd bekend dat deze er over dacht om de productie in Engeland te stoppen. Eind 2006 ging TVR in surseance van betaling; begin 2007 werd het merk weer teruggekocht door Smolenski. Nieuwe, beloofde modellen bleven uit, maar ook plannen om bestaande TVR's te converteren naar elektrisch en dieselaangedreven versies bleven onuitgevoerd. Smolenski wilde de merknaam gaan gebruiken voor windmolens.

Sinds juni 2008 worden er geen nieuwe TVR's meer gemaakt.

## Modellen
1947 - 1957:
- TVR 1, 2, 3
- Sports Saloon
- Jomar
- Coupé

1958 - 1979:
- Grantura Mk1, Mk2, Mk3
- Vixen S1, S2, S3, S4
- Griffith
- Tuscan
- 1600M, 2500M
- 3000M (-turbo), 3000S (-turbo)
- Taimar (-turbo)

1980 - 1989, de 'Wedges':
- Tasmin S1, S2, 2+2
- 280i, 350i, 390 SE
- 400 SE, 420 SE, 450 SEAC

1988 - 2007:
- S1, S2, S3c, S4c, V8S
- Griffith 4.0, 4.3, 500
- Chimaera 4.0, 4.5, 500
- Cerbera 4.0, 4.2, 4,5
- Tuscan Mk1, Mk2
- Tamora
- T350c, T350t
- T400, T440
- Sagaris

2008 - Heden
- Sagaris II

Specials (geen productiemodellen):
- Speed 12
- Cerbera Speed 12

## Toekomst
In juni 2013 maakte de Britse zakenman Les Edgar bekend dat hij het merk TVR 'lock, stock and barrel' van Nicolai Smolenski had gekocht.